# We Are the Greatest / I Was Made for Lovin' You
We Are the Greatest / I Was Made For Lovin' You (My jsme největší / Byl jsem stvořen, abych tě miloval) jsou písně německé skupiny Scooter z alba No Time To Chill z roku 1998. Jako singl vyšly písně v roce 1998. Jedná se o dvojitý A-side (tzn. že na jednom CD jsou dva potenciální singly). Videoklipy na sebe navazují. K We Are The Greatest, natočeném ve starém Elbe Tunelu v Hamburku, je velmi futuristický, k I Was Made For Lovin' You se odehrává v osmdesátých letech.

## Seznam skladeb
1. We Are The Greatest – (3:28)
2. I Was Made For Lovin' You – (3:34)
3. We Are The Greatest (Extended) – (4:36)
4. Greatest Beats – (3:05)

## Umístění ve světě
| Hitparáda | Umístění |
| --------- | -------- |
| Rakousko  | 36       |
| Švédsko   | 45       |